# Maroonberget
Maroonberget är en roman av Ola Larsmo utgiven 1996.
Den är en historisk roman som handlar om Gustav Badin som föddes i Västindien och senare fördes till Stockholm där han blev verksam vid Gustav III:s hov. 
För romanen tilldelades Ola Larsmo Tidningen Vi:s litteraturpris 1996.